# Riccardo Zecchina
Riccardo Zecchina (* 6. Mai 1963 in Turin) ist ein italienischer theoretischer Physiker und Informatiker.
Zecchina studierte am Polytechnikum Turin mit dem Laurea-Abschluss 1988 und wurde 1993 an der Universität Turin promoviert. Er seit 1997 fest angestellt in der Festkörperphysik-Gruppe am International Center for Theoretical Physics (ICTP) in Triest, wo er ab 2001 die Gruppe Statistische Physik und interdisziplinäre Anwendungen leitete. Von 2007 bis 2017 war er Professor am Polytechnikum Turin. Derzeit ist er ordentlicher Professor an der Bocconi-Universität in Mailand.
Zuerst 2007 und später mehrmals war er Gastwissenschaftler bei Microsoft Research (im Hauptquartier in Redmond und in England). 2001/02 und 2003/04 war er Gastwissenschaftler des CNRS an der Universität Paris-Süd.
Er befasst sich mit statistischer Physik (komplexe und ungeordnete Systeme, Kugelpackungen), Neuroinformatik und Neurowissenschaften, Bioinformatik (Proteinstruktur, Genetik), inversen dynamischen Problemen, Optimierungsproblemen (stochastische Optimierung, verteilte Algorithmen, Constraint Satisfaction), Informationstheorie, Maschinenlernen und spieltheoretischen Modellen von Agenten-Wechselwirkung. Er befasst sich insbesondere der Anwendung von Methoden der statistischen Physik auf Algorithmen, unter anderem mit der Entwicklung verteilter Algorithmen für große Optimierungsprobleme. In jüngster Zeit befasste er sich besonders mit probabilistischen Sampling Techniken und Message Passing Algorithmen.
2011 erhielt er einen ERC Advanced Grant für Optimization and inference algorithms  from  the  theory  of  disordered systems. 2016 erhielt er den Lars-Onsager-Preis für wegweisende Arbeiten zur Anwendung von Ideen aus der Theorie der Spingläser auf rechnergestützte Probleme, die sowohl zu neuen Klassen von effizienten Algorithmen als auch zu neuen Perspektiven in der Struktur und Komplexität von Phasenübergängen führten.
Er leitete die Gruppe für statistische Inferenz der Human Genetics Foundation und ist Fellow des Collegio Carlo Alberto.
Er ist verheiratet und hat vier Kinder.